# Karl Friedrich Giese
Karl Friedrich Giese (ur. 5 marca 1879 w Węgorzewie, zm. 5 marca 1945 w Świnoujściu) – burmistrz Iławy w latach 1910–1933.

## Przed wyborami
Był synem ewangelickiego pastora Hermanna Giese. Studiował prawo w Szczecinie. Po ukończeniu studiów, jako asesor sądowy przyjechał do Iławy, gdzie 6 czerwca 1910 roku został wybrany na burmistrza. Funkcję sprawował 23 lata.

## Wybory
Na czele Zarządu Miejskiego stał burmistrz, Karl Friedrich Giese. Jego zastępcą był znany z okresu plebiscytu członek DNVP (Niemieckiej Narodowej Partii Ludowej), aptekarz Rievers. Członkami zarządu byli Allzat, Brockob, Filzek i Seifert. Rada Miejska liczyła 21 radnych, a jej przewodniczącym był kupiec Falk. Zarówno Zarząd jak i Rada Miejska były pluralistyczne politycznie. Wśród czterech członków Zarządu Miejskiego był jeden socjaldemokrata (SPD), jeden członek partii ludowej (DVP) i dwóch konserwatystów (DNVP). Natomiast wśród 21 członków Rady Miejskiej był jeden faszysta (Deutschvölkische Freiheitsbewegung), trzynastu konserwatystów, czterech socjaldemokratów, po jednym komuniście (KPD), centrowcu (Zentrum), demokracie (DDP) i ludowcu. Był też jeden przedstawiciel rzemiosła i dwóch członków partii gospodarczej (Wirtschaftspartei).
Ten pluralizm polityczny nie przeszkadzał w podejmowaniu przez Zarząd i Radę Miejską bardzo dalekowzrocznych i korzystnych perspektywicznie dla miasta decyzji. Do takich decyzji zaliczyć też należy bezpłatne przekazywanie działek budowlanych na zakłady przemysłowe czy wytwórcze, przekazywanie na bardzo dogodnych warunkach działek pod budownictwo gmachów użyteczności publicznej, czy wreszcie bezpłatne przekazywanie działek garnizonowi na rozbudowę infrastruktury rekreacyjnej i turystycznej. Na posiedzeniach Zarządu Miasta i Rady Miejskiej decyzje zapadały większością głosów. Przy przewadze konserwatystów i w jednym, i w drugim gremium uzyskanie takiej większości mogło nie być trudne. Tyle tylko, że najpierw trzeba było pozyskać do tych decyzji i tę większość a zadanie to przypadało burmistrzowi. Wiele zależało od jego autorytetu. Tego zaś, że burmistrz Giese cieszył się takim autorytetem przede wszystkim wśród mieszkańców miasta dowodzi fakt, iż w 1922 r. wybrany został na drugą, dwunastoletnią kadencję. Po raz pierwszy Karl Friedrich Giese wybrany został burmistrzem Iławy 6 czerwca 1910 r., po raz drugi w 1922 i tylko przejęcie władzy przez hitlerowców w 1933 nie pozwoliło mu przetrwać do końca kadencji. Kadencja Zarządu Miasta i Rady Miejskiej trwała sześć lat. Nie wiemy, czy wybory do Zarządu i Rady miały miejsce również w 1910 r., że tak właśnie było, świadczyć może wzmianka proboszcza parafii katolickiej w Iławie, mówiąca, że w 1930 r. głosami czterech protestantów i dwóch katolików został wybrany do Rady Miejskiej. Znaczyłoby to, że w tym roku odbywały się wybory nowego Zarządu i Nowej Rady Miejskiej, co z kolei znaczy, że Giese w okresie ponad dwudziestoletniego pełnienia funkcji burmistrza w Iławie musiał współpracować z czterema różnymi, czy prawie różnymi zespołami ludzi, składającymi się na Zarząd Miasta i Radę Miejską. Kierując się wzmianką ks. Maiera wolno przyjąć, że wybory do Rady Miejskiej odbyły się w 1910 r., następne przypadały wprawdzie na rok 1916, ale prawdopodobnie z uwagi na wojnę przeniesiono je na okres po zakończeniu wojny, a więc na rok 1918, kolejne zaś miały miejsce w 1924 i 1930 r. Jeżeli wybory do Rady Miejskiej miały miejsce w 1924 r., to w jakimś stopniu zrozumiale staje się istnienie silnej frakcji konserwatywnej – członków DNVP i w Zarządzie Miasta, i w Radzie Miejskiej. Wybierając tych ludzi pamiętano chyba o ich niedawnym przecież aktywnym uczestnictwie w walce plebiscytowej na rzecz Niemiec.

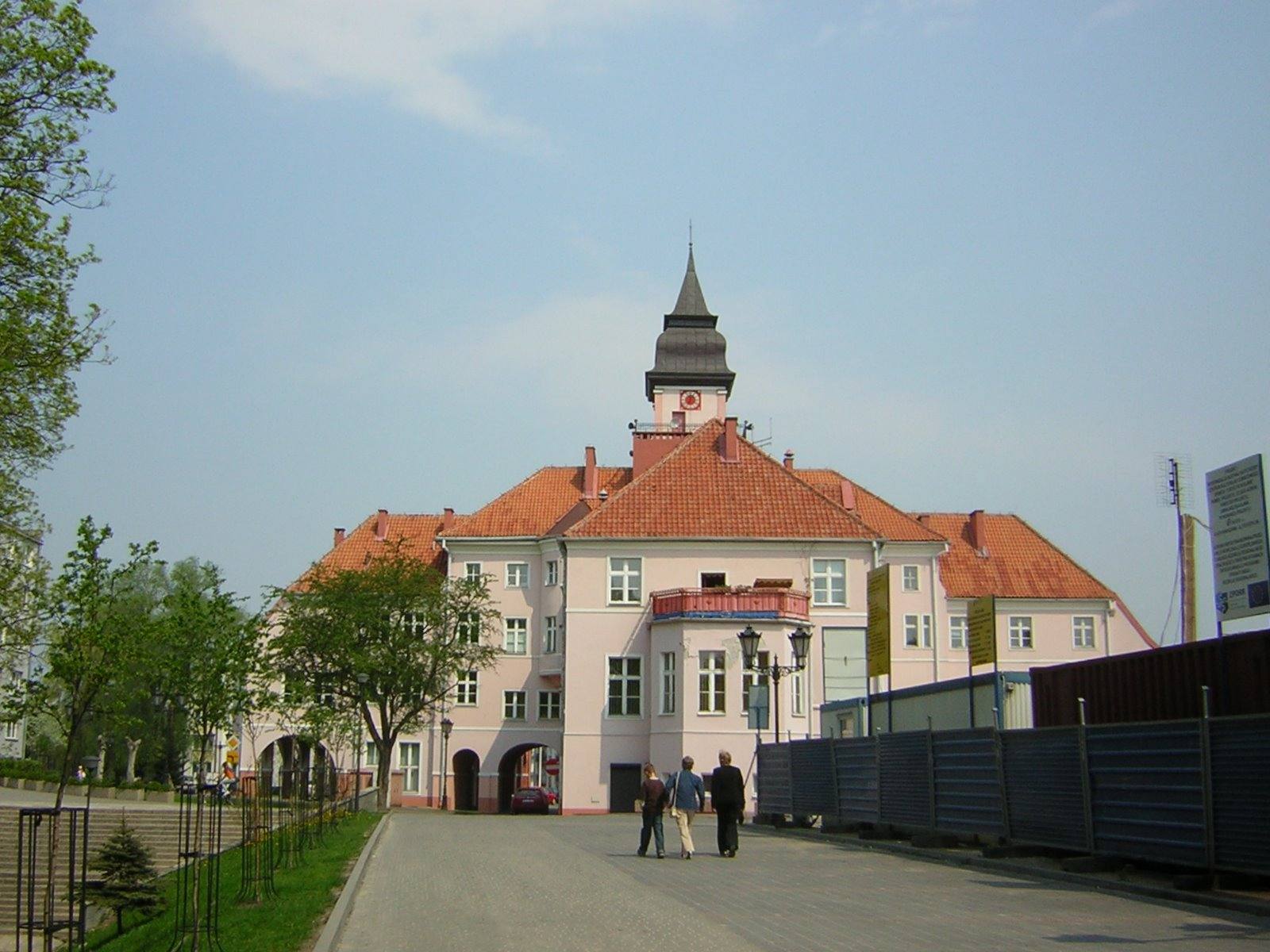
Za kadencji Giesego w Iławie wybudowano m.in. neobarokowy ratusz oraz neoklasycystyczną halę miejską (obecnie kino-teatr, na fotografii w remoncie, z prawej strony)

## Kadencje
Iława, za czasów burmistrza Giese z prowincjonalnego miasteczka przemieniła się w jeden z najbardziej znaczących ośrodków Prus Zachodnich. Za czasów jego panowania powstało wiele znaczących obiektów, które przetrwały do dzisiaj. Najlepszym przykładem jest neobarokowy ratusz wybudowany w latach 1910–1912. Przy wykańczaniu obiektu brał udział m.in. iławski garnizon wojskowy, który ufundował witraże, a wyposażył ratusz wówczas najbogatszy iławianin – Seifert. Giese zamieszkał w południowej części ratusza. Giese ożenił się 5 marca. Wraz ze swoją żoną w budynku ratusza przyjmował gości – ówczesną elitę. Burmistrz Giese został zapamiętany jako dobry zarządca oraz znakomity, odważny polityk. jego popularność cały czas wzrastała, co można sądzić po wynikach wyborów na drugą kadencję.
Po I wojnie światowej w Niemczech nastąpił kryzys gospodarczy, jednak w Iławie udało się temu zapobiec. Burmistrz rozpoczął szeroko zakrojone prace. W latach 1921–1922 wybudowano halę miejską (Stadthalle), gdzie obecnie mieści się kino-teatr.

## Po karierze burmistrza
Karl Giese w swoich wspomnieniach spisanych w Świnoujściu, gdzie – po złożeniu urzędu burmistrza Iławy – pracował jako adwokat i mieszkał aż do śmierci 5 marca 1945 roku. Związki Iławy z Jeziorakiem, polegające na wzajemnym uzależnieniu miasta i jeziora, określił następująco: „Usytuowanie Iławy nad Jeziorakiem było zawsze określane jako dar losu”.